# Yūto Yamada (Fußballspieler, 2001)
Yuto Yamada (japanisch 山田 裕翔 Yamada Yuto; * 19. Juli 2001 in Saitama, Präfektur Saitama) ist ein japanischer Fußballspieler.

## Karriere
Yuto Yamada erlernte das Fußballspielen in der Schulmannschaft der Fukaya Shochi High School sowie in der Universitätsmannschaft der Kokushikan-Universität. Seinen ersten Vertrag unterschrieb er am 1. Februar 2024 bei Tokyo Verdy. Der Verein, der in der Präfektur Tokio beheimatet ist, spielt in der ersten Liga, der J1 League. Sein Erstligadebüt gab Yuto Yamada am 3. Mai 2024 (11. Spieltag) im Auswärtsspiel gegen Sagan Tosu. Bei dem 2:0-Erfolg wurde er in der 90.+4 Minute für Yūdai Kimura eingewechselt. Nach drei Ligaspielen wechselte er im Januar 2025 auf Leihbasis nach Iwaki zum Zweitligisten Iwaki FC